# آرام باکشیان
آرام باکشیان انگلیسی: Aram Bakshian؛ زادهٔ ۱۱ مارس ۱۹۴۴ - درگذشته ۱۴ سپتامبر ۲۰۲۲) دستیار سیاسی، نویسنده و سخنرانی‌نویس ارمنی‌تبار اهل ایالات متحده آمریکا بود که از تاریخ ۱۷ نوامبر ۱۹۸۱ تا تاریخ ۱۹ اکتبر ۱۹۸۳ سمت اداره‌کننده سخنرانی‌نویسی کاخ سفید در زمان ریاست‌جمهوری رونالد ریگان را برعهده داشت.

## زندگی
وی در ۱۱ مارسِ ۱۹۴۴ در واشینگتن، دی.سی. به دنیا آمد . وی در ۱۴ سپتامبر ۲۰۲۲ در سن ۷۸ سالگی در واشینگتن، دی.سی. بر اثر ابتلا به سرطان لوزالمعده درگذشت.